# Birnbaum (Gummersbach)
Birnbaum is een plaats in de Duitse gemeente Gummersbach, deelstaat Noordrijn-Westfalen, en telt 8 inwoners (2007).